# Trzcieliny, Gmina de Odolanów
Trzcieliny es un pueblo en el distrito administrativo de la gmina de Odolanów, parte del distrito de Ostrów Wielkopolski, Voivodato de Gran Polonia, en el centro oeste de Polonia.,